# قطور (مصر)
قطور نام شهر و شهرستانی در استان غربیه مصر است.